# Schlacht von Scarrifholis
Die Schlacht von Scarrifholis (englisch Battle of Scarrifholis, irisch Cath na Scairbhe Soilse) fand am 21. Juni 1650 während der Rückeroberung Irlands in der Grafschaft Donegal (Irland) statt. Kontrahenten waren die konföderierte irische Armee aus Ulster unter Heber MacMahon (Bischof von Clogher) sowie die englisch-parlamentarische Armee unter Sir Charles Coote bestehend aus Truppen der New Model Army sowie örtlichen protestantischen Siedlern.

## Hintergrund
Die irische Ulster-Armee wurde 1642 von der Irisch-Katholischen Konföderation aufgestellt, um die unkoordinierten Rebelleneinheiten zu organisieren, die in Ulster seit der irischen Rebellion operierten. Bis 1649 wurde die Armee von Owen Roe O’Neill kommandiert, einem professionellen Soldaten, der bereits in der spanischen Armee gedient hatte. Nach dem Tod O’Neills wurde der katholische Bischof Heber MacMahon aus Clogher neuer Anführer. MacMahon wurde trotz seiner militärischen Unerfahrenheit von den Offizieren aus Ulster gewählt, um politische Spielereien in ihren eigenen Reihen zu vermeiden. Die Unterzeichnung des Vertrags zwischen der Konföderation und den englischen Royalisten spaltete die Armee. Owen Roe O’Neill war deshalb aus der Konföderation ausgetreten, kehrte jedoch kurz vor seinem Tod zurück, als Oliver Cromwell 1649 in Irland seine Invasion begann.
Auf der anderen Seite verloren die schottischen Covenanters und die englischen Royalisten die Anführerschaft der britischen (protestantischen) Kräfte in Ulster an die parlamentarischen Truppen unter Charles Coote. 1649 wurde von Cromwell eine parlamentarische Armee unter Robert Venables und Theophilus Jones nach Ulster entsandt. Die schottischen und royalistischen Truppen belagerten Coote in Derry, wurden aber bei der Schlacht von Lisnagarvey in Antrim durch Venables geschlagen.
MacMahon versammelte nun die Ulster Armee in Loughal (im Süden der Grafschaft Armagh) – 4.000 Infanteristen und 600 Kavalleristen. Die Infanterie hatte jedoch einen extremen Munitionsmangel und war zur Hälfte nur mit Piken bewaffnet. Das normale Verhältnis von Piken zu Musketen zu dieser Zeit betrug eine Pike auf zwei Musketen. MacMahons Plan war es, Cootes Garnison in Derry (im Westen) und Venables Armee in Carrickfergus (im Osten) zu separieren. Während die parlamentarischen Truppen durch andauernde Guerilla-Aktivitäten festgesetzt waren, marschierte die Ulster Armee nach Ballycastle, an der nördlichen Küste von Ulster. Auf dem Weg von Süden nach Norden errichtete die Armee diverse Garnisonen. Von Ballycastle aus näherte man sich Cootes Armee, die sich in Lifford (nahe Derry) befand.
Nach Abwehr eines Angriffs der englischen Kavallerie bei der Überquerung des River Finn, rasteten die irischen Truppen südlich von Letterkenny an der Straße nach Donegal (nahe den Hügeln bei Scarrifholis sowie dem River Swilly). Die örtlichen protestantischen Siedler flohen in die befestigten Städte, da der bisherige Verlauf des Krieges in Ulster des Öfteren von Gräueltaten beider Seiten (auch gegen die Zivilbevölkerung) geprägt war. Zwischenzeitlich hatte Coote Verstärkung durch parlamentarische Truppen aus Ost-Ulster erhalten, was seine Truppenstärke auf 3.000 Mann erhöhte – die irischen Truppen bestanden aus ca. 4.600 Mann. Doch die britischen Truppen hatte mehr Munition und mehr Reitereinheiten als ihre Gegner. MacMahons Offiziere warnten ihn, nicht seine gute Verteidigungsposition zu verlassen und einen Kampf zu wagen, da die parlamentarischen Truppen den irischen taktisch überlegen waren. Doch statt der empfohlenen Belagerungstaktik entschied sich MacMahon zu einem offenen Kampf.

## Die Schlacht
MacMahons Unerfahrenheit wurde auch bei der Aufstellung seiner Truppen für die Schlacht deutlich. Außer einer kleinen Vorhut ließ er die komplette Armee nahe beisammen antreten, was bedeutete, dass diese nur schwer zu bewegen war und sehr viele Soldaten innerhalb der eigenen Leute festsaßen. Coote hingegen, teilte seine Männer in kleine und wendige Einheiten auf, die sich gegenseitig unterstützen konnten und sich schnell bewegen ließen.
Die Schlacht startete, als Coote der irischen Armee eine Infanterie-Einheit entgegenschickte. Es folgte der Austausch von Musketenbeschuss aus geringen Entfernungen und schließlich der Kampf Mann gegen Mann mit Piken und Musketen. Coote schickte regelmäßig Verstärkung zu seiner Infanterie und konnte letztlich die irischen Truppen zurückdrängen. Wegen der ungünstigen Formation bedeutete dies für die vorderen Reihen, dass sie von vorne von den heranstürmenden englischen Truppen und von hinten von den aufgerückten irischen Truppen quasi eingeschlossen waren. Die Chance nutzte Coote, indem er weitere Infanterieeinheiten an die Flanken entsandte, um die irischen Truppen endgültig einzukesseln. Diese waren zwar noch in der Überzahl, aber nicht mehr in der Lage die parlamentarische Armee ernsthaft zu gefährden – auch aufgrund der Knappheit an Munition. Dies führte dazu, dass die parlamentarischen Soldaten nahezu ohne Gegenwehr die irischen Truppen aus sicherer Entfernung beschießen konnten.
Panikartig flohen die Anführer und Reiter vom Schlachtfeld, verfolgt von der englischen Kavallerie und den örtlichen protestantischen Siedlern, die die Chance nutzten, die Massaker während der Rebellion 1641 zu rächen. Nach erbittertem Kampf waren knapp 3.000 irische Soldaten tot – zwei Drittel davon auf dem Schlachtfeld, nur ein Drittel davon bei der Flucht.

## Nachspiel
Die Schlacht war ein wichtiger Erfolg für Coote und die englischen Parlamentarier. Mehr als 3.000 Soldaten der Ulster-Armee wurden getötet – ca. 75 % der gesamten Stärke. Im Gegensatz dazu verloren die Parlamentarier nur um die 100 Soldaten. Coote ordnete an, dass verwundete und gefangen genommene irische Soldaten zu töten seien – einschließlich Henry O’Neill, der Sohn von Owen Roe O’Neill, der sich ergab. MacMahon wurde eine Woche später bei Enniskillen gefangen genommen und gehängt.
Bei dieser Schlacht wurde die Ulster-Armee vernichtend geschlagen. Nicht nur wegen des Verlusts an Soldaten, Waffen und Ausrüstung, sondern vor allem weil viele erfahrene Offiziere ihr Leben ließen. Neben O’Neill und MacMahon verlor die Ulster-Armee 9 Colonels, 4 Lieutenants, 3 Majore, 20 Captains und hunderte weitere niederrangige Anführer.
Diese herbe Niederlage bedeutete auch einen großen Rückschlag für die irisch-katholischen Landbesitzer – weit mehr als die berühmte Flucht der Grafen (1607). Aus diesem Grund wird die Schlacht auch als „Ulsters Aughrim“ bezeichnet, in Anspielung an die dortige Schlacht, die die dortige ursprüngliche Aristokratie auslöschte und die protestantischen Siedler stärkte.